# 田中耕太郎
田中 耕太郎（たなか こうたろう、1890年（明治23年）10月25日 - 1974年（昭和49年）3月1日）は、日本の法学者、法哲学者、裁判官、政治家。専門は商法。学位は法学博士。東京帝国大学法学部長、第1次吉田内閣文部大臣、第2代最高裁判所長官、国際司法裁判所判事、日本学士院会員。日本法哲学会初代会長。文化勲章、勲一等旭日桐花大綬章を受章。大勲位菊花大綬章を没後叙勲、正二位を追贈された。松本烝治に師事。弟子に山尾時三、伊沢孝平、西原寛一、鈴木竹雄、石井照久、矢沢惇など。

## 生涯
裁判官・検察官であった田中秀夫の長男として鹿児島県鹿児島市に生まれる。父の出身地は佐賀県杵島郡北方村（現在の武雄市）。
高等小学校2年次に岡山中学入学。次いで父の赴任に従って新潟中学を経て、1908年（明治41年）福岡県立中学修猷館卒業。修猷館の同期には、青山学院院長、古坂嵓城がおり、親友であった。第一高等学校と海軍兵学校の両方に合格し、父の勧めで第一高等学校へ進学。1911年（明治44年）第一高等学校独法科を卒業後、東京帝国大学法科大学法律学科（独法）に進学。在学中の1914年（大正3年）には高等文官試験行政科に首席合格している。1915年（大正4年）、東大を首席で卒業し、恩賜の銀時計を授かる。同期には唐沢俊樹らがいた。
内務省に勤務するが、1年半で退官。1917年（大正6年）に東京帝国大学助教授となる。この頃、修猷館・一高・東大の先輩である塚本虎二の紹介で、無教会主義キリスト教の内村鑑三に薫陶を受ける。
欧米留学後、1923年（大正12年）に東京帝国大学教授に就任、商法講座を担当した。1924年（大正13年）、商法講座の前任者であった松本烝治の娘峰子と結婚し、峰子の影響によりカトリック信仰の真理性を確信するようになり、1926年（大正15年）4月に岩下壮一を代父として、上智大学初代学長ヘルマン・ホフマンより受洗している。田中はカトリックへの接近に伴って、それまで必要悪とみなしていた法や国家に積極的な意味を見出して研究に意欲を燃やし、そこから商法学における画期的な「商的色彩論」および大著『世界法の理論』をはじめとする豊かな成果が生み出された。1929年（昭和4年）、法学博士の学位を授与される。1937年（昭和12年）、東京帝国大学法学部長に就任。
1939年（昭和14年）の5月から10月にかけて外務省亜米利加局の委嘱を受け南米ブラジルやアルゼンチンなどを歴訪。その途上、ニューヨークで開かれていた万国博覧会を見学した。1941年（昭和16年）5月には帝国学士院（日本学士院の前身）会員に選定される。
1945年（昭和20年）10月には文部省学校教育局長に転ずる。1946年（昭和21年）2月21日、学校教育長として、全国教学課長会議で、教育勅語は自然法的真理であると演説した。同年5月に第1次吉田内閣で文部大臣として入閣。文相として日本国憲法に署名。6月に貴族院議員に就任。
1947年（昭和22年）に参議院選挙に立候補し、第6位で当選。緑風会に属し、緑風会綱領の草案を作成。その後も文相として教育基本法制定に尽力した。
1950年（昭和25年）に参議院議員を辞職して、最高裁判所長官に就任。閣僚経験者が最高裁判所裁判官になった唯一の例である。長官在任期間は3889日で歴代1位。就任した年に訪米。フォーダム大学から名誉法学博士、ジョージタウン大学から名誉学位を受けた。
同年8月16日、昭和天皇に拝謁する機会があり、著書数冊を献上した。
1949年（昭和24年）に三淵前長官時代に発生していた最高裁判所誤判事件については、1950年（昭和25年）6月24日に担当4判事を1万円の過料を科すことで決着させた
1953年（昭和28年）1月には法曹会の機関誌「法曹時報」に寄稿し、法廷の秩序維持を指摘し「法廷秩序の破壊を目的にした傍聴人の入廷は禁ずる。裁判官やその家族を脅迫する電報などは公務執行妨害や強要罪で処罰する。被告の氏名、住所の黙秘は権利として認められない」など具体例をあげて裁判の威信保持、審理妨害の排除を強調した。

### 松川事件
最高裁長官時代の田中の発言として有名なものとして、松川事件の裁判について、広津和郎が月刊誌『中央公論』で展開していた裁判批判に対し、1955年（昭和30年）5月の裁判所の長の合同での「訴訟外裁判批判は雑音である」と述べた訓示や、同事件の最高裁の差戻し審判決の多数意見を「木を見て森を見ざるもの」であるとした少数意見などがある。最高裁判事に思想検事系列の池田克が起用されていたように、「治安維持の一翼」を積極的に担ってゆく方針の下、「公安事件」には厳しい判断を下していった。レッドパージ訴訟では最高裁大法廷の裁判長としてレッドパージを「GHQの指示による超憲法的な措置で解雇や免職は有効」と判決した。1952年の警察予備隊違憲訴訟では最高裁大法廷の裁判長として付随的違憲審査制を採ることを判決した。

### 砂川事件
砂川事件で政府の跳躍上告を受け入れ、合憲（統治行為論を採用）・下級審差し戻しの判決を下す（1959年（昭和34年）12月16日）が、当時の駐日大使ダグラス・マッカーサー2世との“内密の話し合い”と称した、日米安全保障条約に配慮し優先案件として扱わせるなどの圧力があった事が2008年4月に機密解除となった公文書に、またマッカーサー大使には「伊達判決は全くの誤り」と述べ破棄を示唆した事が、2011年に機密解除になった公文書に記されている。

果ては上告審の日程や結論方針をアメリカ側に漏らしていたことが、機密指定解除となったアメリカ側公文書で2013年4月に明らかになった。当該文書によれば、田中はウィリアム・カーン・レオンハート（William Kahn Leonhart）駐日アメリカ首席公使に対し、
「判決はおそらく12月であろう。（最高裁の結審後の評議では）実質的な全員一致を生み出し、世論を揺さぶるもとになる少数意見を回避するやり方で（評議が）運ばれることを願っている」
と話したとされ、最高裁大法廷が早期に全員一致で米軍基地の存在を「合憲」とする判決が出ることを望んでいたアメリカ側の意向に沿う発言をした。

田中は砂川事件上告審判決において、
「かりに（中略）それ（＝駐留）が違憲であるとしても、とにかく駐留という事実が現に存在する以上は、その事実を尊重し、これに対し適当な保護の途を講ずることは、立法政策上十分是認できる」
「既定事実を尊重し法的安定性を保つのが法の建前である」
との補足意見を述べている。
機密解除された米国公文書（田中長官砂川事件判決に関するもの）の具体的内容は以下である。
- ｢内密の話し合いで、田中長官は、日本の手続きでは審理が始まったあと、判決に至るまでに少なくとも数ヶ月かかると語った｣（1959.4．24）
- ｢共通の友人宅での会話のなかで、田中耕太郎裁判長は、砂川事件の判決はおそらく12月であろうと考えていると語った。裁判長は、争点を事実問題ではなく、法的問題に閉じ込める決心を固めていると語った。彼の14人の同僚裁判官たちの多くは、それぞれの見解を長々と弁じたがる。裁判長は、結審後の評議は実質的な全員一致を生み出し、世論をゆさぶる素になる少数意見を回避するようなやり方で運ばれることを願っていると付言した」（1959.8．3）
- ｢田中裁判長は、時期はまだ決まっていないが、最高裁が来年の初めまでには判決を出せるようにしたいと語った。裁判官のいく人かは、手続き上の観点から事件に接近しているが、他の裁判官たちは法律上の観点からみており、また他の裁判官たちは憲法上の観点から問題を考えていることを田中裁判長は示唆した」（1959.11．5）

### 司法修習生の国籍条項（1956年）
1956年2月25日は最高裁裁判官会議で「公権力の行使や国家意思の形成に携わる公務員には日本国籍が必要」との内閣法制局の見解を準用して、外国人を司法修習生に採用しないことを決定して司法修習生の国籍条項を設置した（1977年3月に司法修習生の国籍条項は残したまま「相当と認めるものに限り、採用する」との方針を示し、2009年に国籍条項が撤廃された）。

### 最高裁機構改革法案（1957年頃）
長官在任中に上告事件が急激に増えて事件処理が遅れた1957年頃には、憲法問題のみを扱う最高裁と民事・刑事を扱う上告裁判所を設置する最高裁機構改革法案に意欲を見せていたが、同法案は廃案となった。

### 国際司法裁判所判事時代（1961年以降）
1961年（昭和36年）11月16日、国際司法裁判所（ICJ）判事に選ばれた。以降、1970年（昭和45年）にかけて、5つの事件と1つの勧告的意見に関わり、2つの個別的意見と2つの反対意見を残した。特に、1966年（昭和41年）の「南西アフリカ事件」（第二段階）判決に付けた長文の反対意見は、有名であり、非常に権威のあるものとして、今日でもしばしば引用される。ジャーナリストの末浪靖司は、砂川事件差し戻しについて、判決翌年の1960年（昭和35年）にアメリカ側にICJ判事選挙立候補を伝え、支持を取り付けている事から、アメリカの論功行賞狙いだったのだろうと見ている。1970年（昭和45年）2月9日、帰国。
1974年（昭和49年）、新宿区の聖母病院において死去。

## 人物

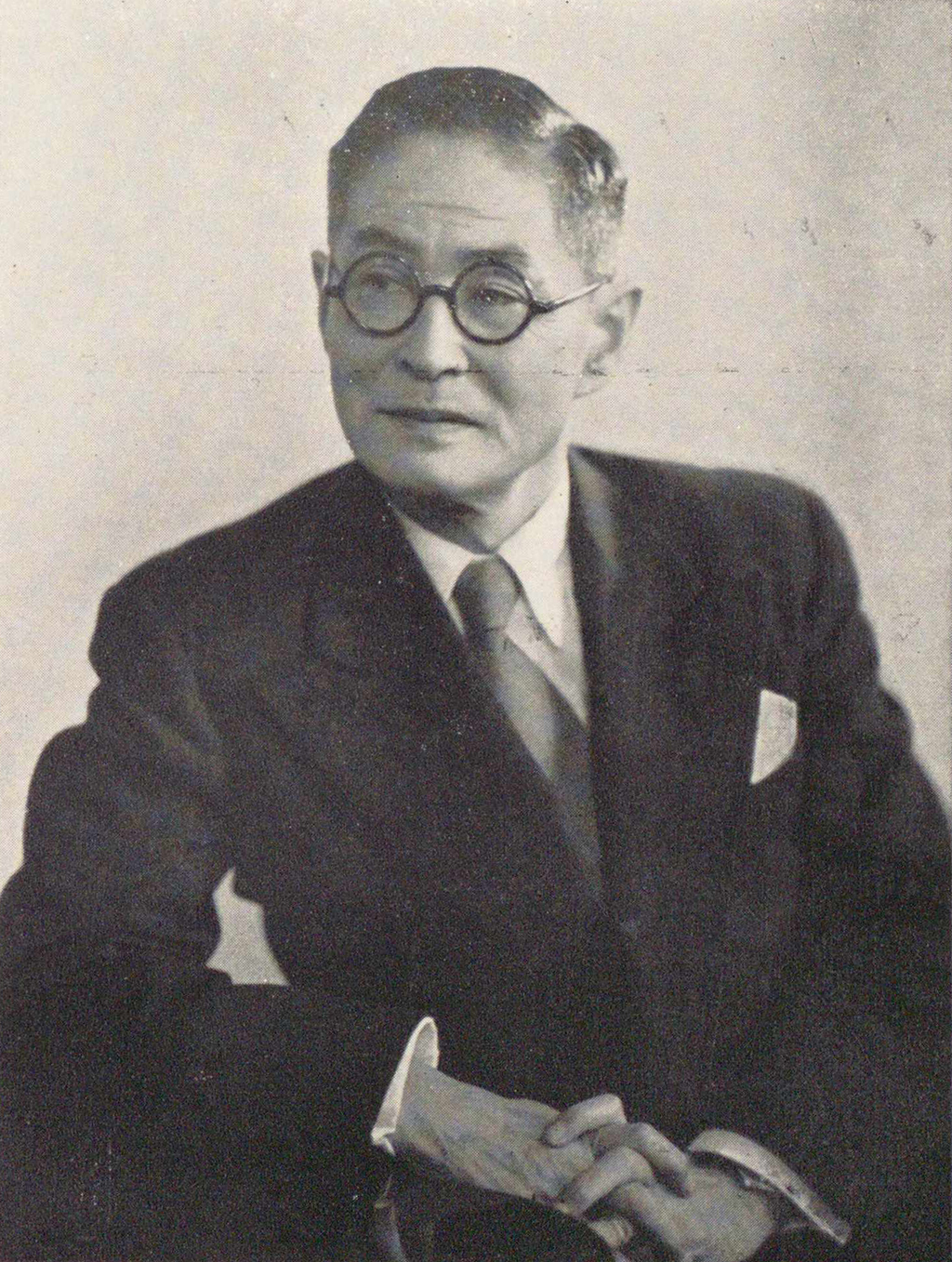
田中耕太郎

- 聖公会からカトリックに改宗していた妻・峰子の影響を受けて、無教会主義キリスト教からカトリックに改宗している。以後、カトリックの立場からの反共産主義を唱えた。なお、大学時代に「お月さまの妖精」と自ら呼んだ女性に恋い焦がれたエピソードもある。
- 第二次世界大戦末期には、南原繁、高木八尺らと東京帝大の知米派教授グループによる対米終戦交渉、カトリック信者としての人脈を生かしてのローマ教皇庁を通じた対外和平工作にも関与した。敗戦まで16年獄中にいた日本共産党幹部の志賀義雄が一高の同窓生であることもあって、食料や本などの差し入れを続け、戦時中は軍部にとって要注意人物とされた。しかし、最高裁判所長官就任後に、「田中長官、共産主義の仮面を痛撃『目的は憲法の否定』」と報じられるなど、戦前も戦後も、一貫して反共主義者であった。また、退官後に東京新聞へ寄稿した中で「独立を保障されている裁判所や裁判官は、政府や国会や与野党に気兼ねをする理由は全然ない」と述べた。東京新聞はコラム『筆洗』で、砂川事件大法廷判決の背景を引き「厚顔とはこのような人物をいう」と批判している[23]。
- 1949年5月13日、参議院で優生保護法による人工妊娠中絶に経済的理由を追加する事に反対し、「一家が貧乏だから四人の子供を二人にしろ、人口八千万が多過ぎるから六千万にしろ、そういう考えこそ、これはフアツシヨ的、全体主義的の思想であります。国がそれを指導するに至つては言語道断だというふうに考えるのであります。外国にそういう事例があるとしても、外国ではこの弊害に懲りておる。日本だけがそういう陰惨な方法を用いなければならないということは国際的正義人道の精神に反する。それを外国で若し日本に押付けようとするものであるならば、我々は堂々と国際的法廷において、それを広く世界人道及び正義の観念から、我我は断乎として今後闘わなければならぬと思うのであります」と発言した[24]。
- 1950年9月16日、昭和天皇の招きで開かれた座談会に小泉信三、安倍能成、志賀直哉とともに出席した[25]。
- 1957年8月19日の、皇太子明仁親王と正田美智子との軽井沢のテニスコートでの出会いは、田中耕太郎が、カトリック人脈である小泉信三、吉田茂らと共に演出したとされており、田中もその出会いの場に立ち会っている。

## 家族
- 父・田中秀夫 - 佐賀藩士・田中関太郎の長男。函館地方裁判所検事正[26]
- 妻・峰子 - 松本蒸治の娘。峰子の母方の祖父は小泉信吉、母方叔父に小泉信三
- 妹・スミ - 朝鮮貯蓄銀行頭取・植野勲（東京帝大卒、元大蔵省）の妻。義兄（勲の姉の夫）に本多辰次郎。[27]
- 弟・飯守重任[28] - 元鹿児島地方裁判所・家庭裁判所所長。長沼ナイキ事件のいわゆる「平賀書簡問題」では札幌地裁所長（平賀健太を擁護）。嶋中事件の裁判では東京地裁刑事部判事[29]。

## 学説
専門は商法学であり、教育基本法をはじめとする各種立法にも参加したが、他方、トミズムに立脚した法哲学者としても広く知られ、『世界法の理論』全三巻（1932年-1934年）においては、法哲学・国際私法・法統一に関する論を展開した。商法学者として研究を始めた彼は、手形上の法律関係が、証券に結合された金銭支払いを目的とする抽象的債権が転転流通する性質から、売買等の通常の契約関係と異なることや、その強行法規性、技術法的性質、世界統一的性質を基礎づけたことで知られている。商取引の国際性・世界性に着目し、商法という実定法研究から、名著『世界法の理論』（朝日賞受賞）にいたるような法哲学研究にまで領域を広げていった。実質的意義の商法について「商的色彩論」を提唱した。

## 家永三郎による批判
最高裁判所長官としての田中は、日本国憲法で規定されている裁判官の自由裁量権を侵害する職権乱用措置を行ったと家永三郎に批判されている。
- 前述の「雑音訓示」で、「我々裁判官としては世間の雑音に耳をかさず」云々と、一般市民による裁判批判の必要性を否定したが、訴訟外批判に耳をかすかかさないかなどは、日本国憲法76条により、裁判官の良心の自由に属するものであり、最高裁判所が指示するものではない。
- 1952年1月の全国刑事裁判官会同における訓示中で、「訴訟指揮に任ずる裁判官は、審理の円滑な進行に努力すべきこと勿論でありますが、摩擦波瀾を回避せんとするの余り、消極的退えい的態度に終始するがごときは裁判の目的達成を不可能ならしめるばかりでなく、延いては裁判の権威の甚しい失墜を招来するのであります」と述べたが、これは刑事訴訟法294条による訴訟指揮権の行使に事前指示を与えていることであり、司法行政監督権の濫用である。
- 「個人的論文[31]」において、共産主義諸国を「国際的ギャング」と罵り、「国際的ギャング」に対抗しアメリカ等の諸国との連繋を固くする政治的信念をもつことこそ、裁判官に不可欠の条件であり、「これに対し信念を欠き、又懐疑的な者は裁判官として適当であるとはいえ」ず、「安んじてその地位に止まり得ないわけである」と放言した。これは、最高裁の再任指名権を暗示して、下級裁判所の裁判官を威嚇したものであり、裁判官に対する悪質な圧迫である。

## 栄典
- 1958年4月、イタリア文化勲章受章[32]。
- 1960年6月7日、西ドイツ大十字勲章受章[33]。
- 1960年11月3日、文化勲章受章および文化功労者顕彰[34][35]。
- 1964年4月29日、勲一等旭日大綬章受章[36]。
- 1970年4月29日、勲一等旭日桐花大綬章受章[37]。
- 1974年3月1日、叙正二位。大勲位菊花大綬章（没後の3月2日に閣議決定したもの[38][39]）。

## 主な著作・論文

### 法学・法哲学
- 『合名会社社員責任論』（有斐閣、1919年、復刻版1989年）
- 『法と宗教と社会生活』（改造社、1927年）
- 『商法研究』（岩波書店（全2巻）、1929年）
- 『世界法の理論』（岩波書店（全3巻）、1932-1934年、復刻版1973年）
- 『法と道徳』（春秋社、1947年）
- 『会社法概論』（岩波書店、1953年）
- 『法律学概論』（学生社、1953年、新版1968年ほか）
- 『法の支配と裁判』（有斐閣、1960年、復刻版1997年）
- 『教育基本法の理論』（有斐閣、1961年、新版1981年ほか）
- 『田中耕太郎著作集』（春秋社（全10巻）、1954-1966年）
  - 復刻版（新青出版、1998年）
- 『続世界法の理論』（有斐閣（上・下）、1972年）
- 「ソロヴィヨフの法哲学――とくに自然法と実定法の関係について」『法哲学四季報』第1号（1948年）

### 随筆
- 『学生の疑問に答える』（毎日新聞社、1956年）
- 『現代生活の論理』（春秋社、1957年）
- 『現代知性全集 30 田中耕太郎集』（日本書房、1959年）
- 『象牙の塔から』（春秋社、1962年）

### 紀行文
- 『ラテン・アメリカ紀行』（岩波書店、1942年）
- 『南欧藝術紀行』（文藝春秋新社、1952年）
- 『カナダの土・アメリカの友』（朝日新聞社、1954年）
- 『ブラジルからメキシコへ』（春秋社、1958年）

### 伝記
- 『生きて来た道　伝記・田中耕太郎』世界の日本社、1950年。柳沢健の聞き書き
  - 復刻版「伝記叢書」大空社、1997年。新版解説半澤孝麿
- 『私の履歴書　田中耕太郎』春秋社、1961年
- 『田中耕太郎 人と業績』鈴木竹雄 編、有斐閣、1977年
- 『田中耕太郎　闘う司法の確立者、世界法の探求者』牧原出、中公新書、2022年